# Кючюксу

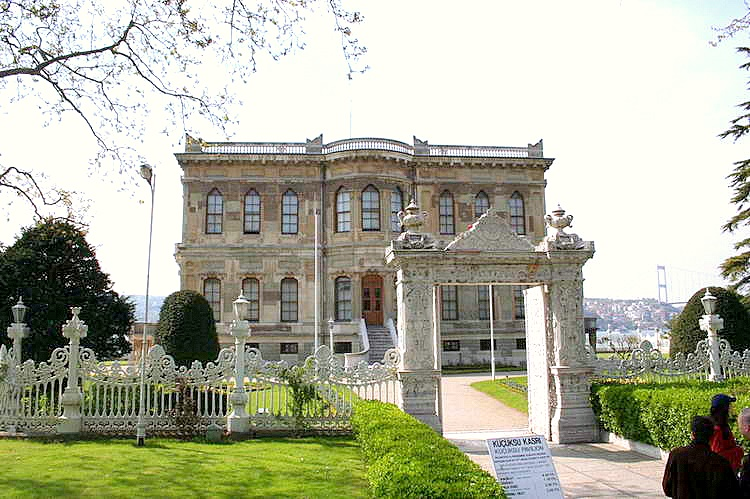
У фільмі «І цілого світу мало» палац представлений як особняк, розташований у Баку

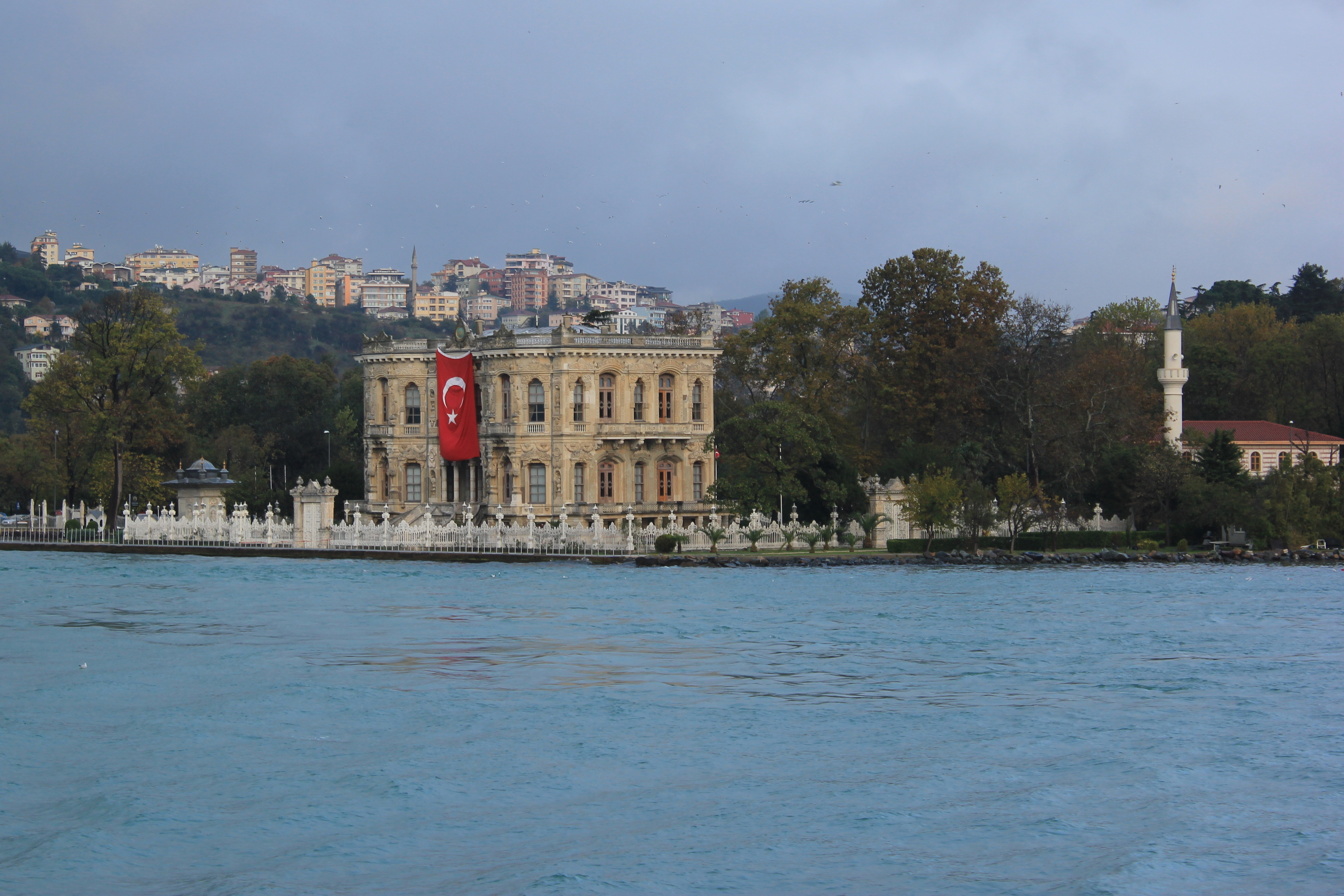

Кючюксу (тур. Küçüksu) або Гюксу — вілла султана Абдул-Меджида на азійському березі Босфору в районі Бешикташ, між Анатолійською фортецею та мостом султана Мехмеда. Це яскравий пам'ятник так званого османського бароко — стилю, який практикували вірменські зодчі Бальяни.
Мініатюрний палац, побудований в 1857, в 1944 перетворений в музей, замінив собою дерев'яне житло візира Махмуда I. Його оформлення химерно поєднує в собі традиційні турецькі мотиви з європейськими диковинками. За оздоблення приміщень відповідали майстри боз-ару, що будували Віденську оперу.
На відміну від інших палаців султана, вілла відокремлена від міста не високою стіною, а ажурними ґратами в європейському стилі. Парк свого часу прикрашали садові павільйони, здебільшого втрачені.